# Associazione Calcio Macerata 1941-1942
Questa voce raccoglie le informazioni riguardanti l'Associazione Calcio Macerata nelle competizioni ufficiali della stagione 1941-1942.

## Rosa
| N. |                   | Ruolo | Calciatore           |
| -- | ----------------- | ----- | -------------------- |
|    | Italia (bandiera) | P     | Silvano Agliati      |
|    | Italia (bandiera) | A     | Renato Belelli       |
|    | Italia (bandiera) | C     | Erminio Cartoni      |
|    | Italia (bandiera) | C     | Giovanni Compagnucci |
|    | Italia (bandiera) | D     | Alberto Del Fava     |
|    | Italia (bandiera) | C     | Renato Morlupi       |
|    | Italia (bandiera) | D     | Lepanto Pesciaioli   |

| N. |                   | Ruolo | Calciatore             |
| -- | ----------------- | ----- | ---------------------- |
|    | Italia (bandiera) | C     | Mario Piscopelo        |
|    | Italia (bandiera) | D     | Aldo Querci            |
|    | Italia (bandiera) | D     | Enrico Sciapiconi      |
|    | Italia (bandiera) | D     | Giovanni Tombesi (cap) |
|    | Italia (bandiera) | C     | Ruggero Trillini       |
|    | Italia (bandiera) | A     | Aldo Valli             |
|    | Italia (bandiera) | C     | Ettore Vecchietti      |